# Shadowmaker
Shadowmaker es el octavo álbum de estudio de la banda finlandesa Apocalyptica, publicado el 17 de abril de 2015 en parte de Europa y Australia, el 20 de abril en el Reino Unido, Francia e Iberoamérica, el 21 de abril en los Estados Unidos y Canadá y el 22 de abril en Japón. 
Es el primer álbum del grupo con un solo vocalista, el músico, compositor y guitarrista estadounidense, de ascendencia cubana, Franky Perez.
Se extrajeron dos sencillos, el primero de título homónimo al del álbum y el segundo titulado «Cold Blood».

## Listado de canciones
| Standard edition |                                        |                                                                |          |  |
| N.º              | Título                                 | Escritor(es)                                                   | Duración |  |
| 1.               | «I-III-V Seed of Chaos» (instrumental) | Eicca Toppinen, Perttu Kivilaakso, Paavo Lötjönen, Mikko Sirén | 1:26     |  |
| 2.               | «Cold Blood»                           | Toppinen, Martin Hansen                                        | 3:27     |  |
| 3.               | «Shadowmaker»                          | Toppinen, Johnny Andrews, Franky Perez                         | 7:35     |  |
| 4.               | «Slow Burn»                            | Toppinen, Andrews, Perez                                       | 4:44     |  |
| 5.               | «Hole in My Soul»                      | Toppinen, Hansen, Perez                                        | 4:05     |  |
| 6.               | «House of Chains»                      | Toppinen, Andrews                                              | 3:28     |  |
| 7.               | «Riot Lights» (instrumental)           | Toppinen                                                       | 6:40     |  |
| 8.               | «Sea Song (You Waded Out)»             | Toppinen, Guy Sigsworth, Richard Walters                       | 4:54     |  |
| 9.               | «Till Death Do Us Part» (instrumental) | Kivilaakso                                                     | 7:50     |  |
| 10.              | «Dead Man's Eyes»                      | Perez, Toppinen, Kivilaakso, Lötjönen, Sirén                   | 9:42     |  |

Deluxe Edition
Contiene 12 canciones (pistas adicionales: "Reign of Fear" y "Come Back Down").

| Limited edition bonus tracks |                                |                 |          |  |
| N.º                          | Título                         | Escritor(es)    | Duración |  |
| 5.                           | «Reign of Fear» (instrumental) | Toppinen        | 6:54     |  |
| 9.                           | «Come Back Down»               | Toppinen, Perez | 4:24     |  |

## Personal
- Eicca Toppinen - Chelo.
- Paavo Lötjönen - Chelo.
- Perttu Kivilaakso - Chelo.
- Mikko Sirén - Batería, percusiones y contrabajo.
- Franky Perez - Voz adicional.
- Nick Raskulinecz - Productor discográfico.
- Greg Fidelman - Mezclador.

- Datos: Q19842520